# Austroeme gentilis
Austroeme gentilis är en skalbaggsart som först beskrevs av Pierre Émile Gounelle 1909.  Austroeme gentilis ingår i släktet Austroeme och familjen långhorningar. Inga underarter finns listade.